# Эйде, Сам
Самуэль «Сам» Эйде (норв. Samuel Eyde; 29 октября 1866, Арендал, Норвегия — 21 июня 1940, Осгордстранн, Норвегия) — норвежский инженер и промышленник. Вместе с физиком Кристианом Биркеландом создал техническую основу для норвежской азотной промышленности. Основал Elektrokemisk (Elkem) и Norsk Hydro, где он выполнял функции генерального директора. Он отвечал за создание промышленного города Эйдехавн к северу от Арендала Соавтор процесса Birkeland-Eyde. Самуэль Эйде считается крупнейшим промышленным предпринимателем в Норвегии.

## Биография
Самуэль Эйде родился и вырос в морском городе Арендал в богатой семье судовладельца Самуэля Эйда (1819—1902) и Элины Кристин Амалии Стефансен (1829—1906).
Считали, что молодой Сам Эйд пойдёт по стопам отца и войдет в морское дело, но круиз на одном из военно-морских судов летом 1880 года настроил его на другие цели. Он закончил в Кристиании среднюю школу и в 1885 году начал обучение в военном колледже, после которого стал офицером запаса. После этого началось его образование и карьера инженера.
В то время в Норвегии не было возможности получить высшее техническое образование, но у Эйда было достаточно средств, чтобы получить высшее образование за рубежом.
В 1886 году он отправляется в Германию, где поступает в Технический колледж Шарлоттенбурга в Берлине, который заканчивает в 1891 году в качестве дипломированного инженера-строителя. Это указывало на перспективу работы в государственном, а не в частном секторе. Получив инженерную степень, Эйд посвящает себя 7-летней инженерной практике в Германии.
Во время неё он специализируется на проектировании железнодорожных станций, каналов и портовых сооружений в городских районах. В 1898 году, основываясь на этом опыте, он создаёт собственное инженерное бюро в Кристиании. Эйд продолжал работать как инженером, так и бизнесменом, но со временем все больше и больше напоминал именно последнего.
В 1903 году вместе с Кристианом Биркеландом он запатентовал метод производства удобрений. В начале 1900-х годов в сотрудничестве с иностранными инвесторами он создал несколько новых компаний, таких как Norsk Hydro и Elkem.
С началом первой мировой войны предпринял попытку выйти с своими взрывчатыми веществами на огромный российский рынок и даже построить в России несколько своих заводов по производству взрывчатых веществ. С этой целью в июле 1915 года посетил Россию, где добился встречи с императором Николаем II и его одобрения своего проекта. Заводы построить не удалось — российское артиллерийское ведомство уже вело их спешное строительство, а вот поставки взрывчатки из нейтральной Норвегии в Россию через посредником принесли Эйде огромные прибыли.
В 1919 году он стал представителем Консервативной партии (Хёйреса) в парламенте как представитель Вестфолла. В том же году он возглавлял норвежскую торговую делегацию в Польше, и вскоре стал норвежским посланником в Варшаве. Однако его дипломатическая карьера была короткой. В 1923 году он оставил министерский пост навсегда и с тех пор жил за границей, но летом обычно посещал Норвегию. Он сыграл определённую, но спорную роль в переходе Hydro на метод Габера—Боша в 1927 году. Это привело к тому, что в тот же год его выгнали из совета директоров Hydro.
Последние два десятилетия жизни Эйда за границей были несчастливы. Желая узнать, каким его видит общество, он решил написать свою автобиографию. За год до своей смерти Эйд завершил её под названием «Моя жизнь и жизненные достижения» (норв. Mitt liv og mitt livsverk).

## Награды и членство
В 1905 году Эйд стал кавалером I класса, а в 1910 году командором ордена Святого Олава. Он также был командором ордена Данеброг и шведского ордена Вазы, а также имел несколько других иностранных наград. В 1911 году он стал почетным доктором Технического колледжа в Дармштадте. Он был почетным членом Норвежской инженерной ассоциации, Политехнической ассоциации и Норвежской химической компании. С 1913 по 1915 год он был председателем Королевской норвежской военно-морской ассоциации.

## Память
- Промышленный посёлок Эйдехавн (Eydehavn[норв.])
- Площадь Сама Эйде возле городской ратуши Арендала (Sam Eydes plass[норв.])
- Средняя школа им. Сама Эйде в Арендале (Sam Eyde videregående skole[норв.])
- Улица Сама Эйде в Рьюкане — городе, основанном при заводах «Norsk Hydro» (Sam Eydes gate[норв.])
- Шоссе Сама Эйде в Осло (Sam Eydes vei[норв.]).